# Lis, Iavoriv
Lis (în ucraineană Ліс) este un sat în comuna Ternovîțea din raionul Iavoriv, regiunea Liov, Ucraina.